# Grays kustslakje
Grays kustslakje (Assiminea grayana) is een kleine in zee levende kieuwslak.

## Beschrijving

### Schelpkenmerken
Grays kustslakje heeft een schelp met een hoogconische vorm, met een hoogte die iets meer dan anderhalfmaal de breedte is. De schelp heeft een spitse apex en zes tot zeven vlakke windingen met een ondiepe maar wel duidelijke sutuur. Er is geen navel zichtbaar. De mondopening is iets eivormig, regelmatig afgerond aan de onderkant en aan de bovenkant spits toelopend. De mondrand is scherp, niet verdikt en niet omgeslagen. Het schelpoppervlak is mat glanzend en glad, heeft geen opvallende sculptuur, en heeft een geelbruine tot kastanjebruine kleur. Vaak is een onduidelijke spiraal kleurband zichtbaar. De kleur van de schelp is vaak niet te zien omdat het oppervlak met aangroeisels bedekt is. Er is een hoornachtig paucispiraal operculum.

### Afmetingen van de schelp
- Hoogte: tot 8 mm.
- Breedte: tot 5 mm.

### Habitat en levenswijze
Grays kustslakje leeft semi-terrestrisch in het bovenste deel van de getijdenzone: het bovenste supralittoraal van de schor wat alleen bij extreem hoogwater onderloopt. De dieren leven in poeltjes maar vooral daarbuiten op vochtige slikbodems onder begroeiing van met name Scirpus maritimus en Scirpus tabernaemontani (Verder: Juncus gerardi, Carex extensa, Armeria maritima (Engels gras) en Cochlearia anglica). De volwassen dieren hebben een amfibische levenswijze. Ze prefereren brak water maar verdragen ook zoutgehalten van normaal zeewater. Overigens kruipen ze als ze in water terechtkomen, daar zo snel mogelijk weer uit. Hoewel de volwassen dieren lang (tot ongeveer een half jaar) buiten het water kunnen leven, is de soort voor de voortplanting op zeewater aangewezen omdat er een vrijzwemmend veliger larvestadium is.
De dieren leven van plantaardige en dierlijke micro-organismen zoals diatomeeën en bacteriën. Op gunstige plaatsen kan de soort in hoge dichtheden voorkomen (300 individuen per m²).
Het Muizenoortje (Myosotella myosotis) leeft in hetzelfde biotoop.

### Voortplanting
De dieren zijn van gescheiden geslacht. Mannetjes hebben meestal een iets kleinere schelp dan vrouwtjes. De voortplanting is van april tot in september en de eieren worden elk in een eigen dubbelwandige capsule van ongeveer 0,2 mm gelegd. Vaak kleven kleine sedimentpartikels aan de capsules. Individuele capsules worden bij elkaar in de vochtige modder gelegd in een legsel waarin meer dan 80 capsules verzameld zijn. Dergelijke legsels zijn ongeveer 0,8 bij 1–5 mm groot en worden tegen uitdroging beschermd door een laag van uitwerpselpakketjes. Bij 20°C. komen de eieren na ongeveer 4 à 5 dagen uit, echter bij lagere temperaturen kan dat oplopen tot een maand. Elk individu kan tot zo'n 3000 eieren per maand leggen. De embryo's zijn in staat om in een soort rusttoestand 120 dagen in de capsule te overleven. De eieren komen uit als de schor bij springtij onder water komt te staan. De capsules zwellen dan op, barsten en de veiliger larven komen dan vrij. Deze larven verblijven vrij zwevend een onbekende tijd in het water totdat de schelp voor deze levenswijze te zwaar wordt en de broedval plaatsvindt. Enige tijd na de broedval zoeken de dieren een drogere omgeving op.

### Areaal
De soort komt plaatselijk voor langs alle Europees Atlantische kusten van de Waddenzee tot in Noordwest Spanje. In Nederland en België lokaal aanwezig op hogere delen van kwelders en schorren langs de Waddenzee kusten, in de provincie Zeeland, de IJzermonding en in het Zwin.

### Fossiel voorkomen
Grays kustslakje is in het Noordzeegebied nauwelijks als fossiel bekend. De meeste literatuuropgaven betreffen verkeerd gedetermineerde Peringia ulvae (Wadslakje). In Nederland werd Grays kustslak één keer gevonden in afzettingen uit de Romeinse tijd bij opgravingen bij 'Valkenburg De Woerd' in de omgeving van Leiden. Voor zover bekend is dit de enige vondst van goed gedetermineerde fossiele exemplaren van deze soort uit het Noordzeegebied.

## Verwijzingen